# Tuomas Haapala
Tuomas Haapala (* 20. April 1979) ist ein ehemaliger finnischer Fußballspieler, der im Mittelfeld spielte. 

## Werdegang
Haapala begann seine Karriere in Lahti beim FC Lahti. Er wechselte 2004 zu MyPa, mit dem er 2004 Pokalsieger wurde und 2005 die finnische Meisterschaft gewann. Nach Saisonende ging er Anfang 2006 nach England zu Manchester City. Haapala wurde jedoch bei Manchester nie aufgestellt, weshalb er bereits ein Jahr später den Klub verließ und zum norwegischen Sandefjord Fotball wechselte. Haapala hatte einen Vertrag mit Sandefjord bis 2009, wechselte aber bereits im August 2007 zu HJK Helsinki. Dort gewann er 2009 erneut die finnische Meisterschaft. Haapala beendete seine Karriere Ende 2010 bei Tampere United.
2005 gab Haapala sein Nationalmannschaftsdebüt gegen Estland und spielte dort in den folgenden Jahren bis 2008 weitere drei Mal.